# والنتینا گاردلین
والنتینا گاردلین (ایتالیایی: Valentina Gardellin؛ زادهٔ ۱۳ فوریهٔ ۱۹۷۰) بازیکن بسکتبال اهل ایتالیا بود. وی در بازی‌های المپیک تابستانی ۱۹۹۶ شرکت کرده‌است.